# Robert Dale Owen
Pour les articles homonymes, voir Owen.
Robert Dale Owen, né le 7 novembre 1801 à Glasgow (Écosse) et mort le 24 juin 1877 à Lake George dans l'État de New-York, est un homme politique américain, membre du Parti démocrate, qui fut dans son pays d'adoption un ardent défenseur des doctrines de son père, Robert Owen, et dirigea la communauté utopiste New Harmony. 

## Carrière
Il siégea à la Chambre des Représentants de l'Indiana (1836-1839 et 1851-1852) et fut élu représentant au Congrès des États-Unis (1844-1847), où il rédigea la loi créant la Smithsonian Institution. 
Il fut élu membre de la Convention constitutionnelle de l'Indiana en 1850, où il plaida pour que veuves et femmes mariées puissent jouir de leurs propriétés, et pour l'adoption d'un système commun d'école gratuite. Il permit plus tard l'instauration d'une loi facilitant le divorce. Il fut l'un des premiers à parler dans son pays du contrôle des naissances, et à faire la promotion du coïtus interruptus. 
Entre 1853 et 1858, il fut ambassadeur des États-Unis au royaume des Deux-Siciles à Naples.

## Vie privée
Il était un grand partisan du spiritualisme et fut l'auteur de deux livres sur le sujet : Footfalls on the Boundary of Another World (1859) et The Debatable Land Between this World and the Next (1872). Il est co-auteur d'un ouvrage avec Origen Bacheler, Discussion on the existence of God, and the authenticity of the Bible.
Marié à Mary Jane Robinson, il eut avec elle six enfants, dont deux moururent en bas âge.